# Galaxie v Trojúhelníku
Galaxie v Trojúhelníku je spirální galaxie typu SA(s)cd vzdálená přibližně 3 milióny světelných let od Země v souhvězdí Trojúhelníku. Je katalogizována také jako Messier 33 nebo NGC 598. Někdy se používá i název galaxie Větrník, který však má společný s galaxií Messier 101. Galaxie v Trojúhelníku je třetím největším členem Místní skupiny galaxií, která zahrnuje Mléčnou dráhu, galaxii v Andromedě a přibližně 30 dalších menších galaxií. Je to jeden z nejvzdálenějších objektů viditelných za příznivých podmínek pouhým okem. Pozorovatel však musí mít velice dobrý zrak a musí být mimo dosah jakéhokoliv osvětlení.

## Viditelnost a pojmenování
Jestliže je v místě pozorování velice nízká úroveň světelného znečištění, je možno galaxii v Trojúhelníku pozorovat pouhým okem. Jedná se o jeden z nejvzdálenějších objektů, který lze pozorovat bez pomoci dalekohledu. Jde o objekt mlhovinového charakteru a jeho viditelnost je silně ovlivněna i malým množstvím světelného znečištění. Je viditelný pouze na tmavé obloze mimo jakékoliv venkovské či příměstské osvětlení. Galaxie v Trojúhelníku je jedním z referenčních objektů Bortleho stupnice světelného znečištění.
Galaxie je někdy nazývána jako galaxie Větrník. Pojmenovávají ji tak některé populární astronomické publikace
a je takto uváděna též na některých populárně vědeckých astronomických internetových stránkách. Profesionální astronomická databáze SIMBAD, která obsahuje formální označení pro astronomické objekty, však naznačuje, že název galaxie Větrník se používá pro galaxii Messier 101, kterou pod tímto jménem identifikují další amatérské astronomické stránky.

## Historie pozorování
Galaxie v Trojúhelníku byla pravděpodobně objevena italským astronomem Giovannin Battistou Hodiernou již před rokem 1654. Ve svém díle De systemate Orbis cometici; deque admirandis coeli caracteribus (česky O systému oběžných drah komet a o obdivuhodných nebeských objektech) ji popsal jako mlhovinu nebo temné místo podobné oblaku a poskytl tajemný popis polohy „poblíž Trojúhelníka hinc inde“. Je to odkaz na souhvězdí Trojúhelníku jako dvojici trojúhelníků. Udaná magnituda odpovídá M33, takže je velmi pravděpodobné, že se jedná o galaxii v Trojúhelníku.
Nezávisle byla galaxie objevena Charlesem Messierem v noci z 25. na 26. srpna 1764. Toto bylo publikováno v jeho katalogu mlhovin a hvězdokup v roce 1771, kde objekt dostal pořadové číslo 33, od té doby má jméno M33. Když William Herschel sestavoval svůj rozsáhlý katalog mlhovin, z opatrnosti do něj nezařadil většinu objektů objevených Messierem, M33 byla ale byla výjimkou a ve svém katalogu ji dne 11. září 1784 uvedl jako H 17-V.

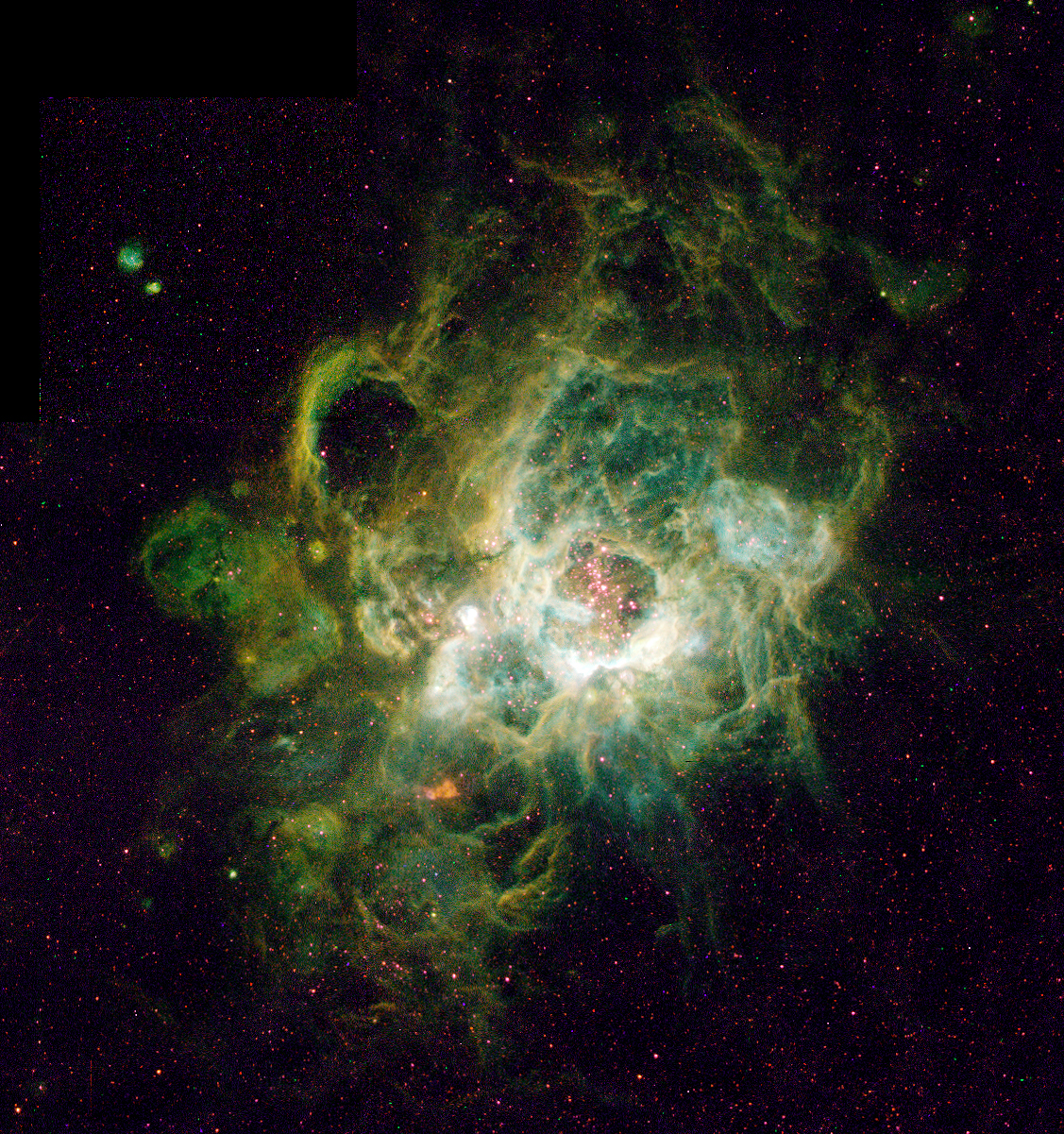
Oblast HII NGC 604 v galaxii v Trojúhelníku

Herschel katalogizoval nejjasnější a největší HII oblast (difuzní emisní mlhoviny obsahující ionizovaný vodík) galaxie v Trojúhelníku odděleně od samotné galaxie. Oblasti přidělil označení H III.150, nakonec však získala pojmenování NGC 604. Viděno ze Země, NGC 604 se nachází severovýchodně od jádra galaxie. Je jednou z největších známých oblastí HII, má průměr 1500 světelných let a spektrum má podobné mlhovině v Orionu. Herschel objevil také tři menší oblasti HII (NGC 588, 592 a 595).
Galaxie v Trojúhelníku byla mezi prvními „spirálními mlhovinami“ popsanými lordem Rossem v roce 1850. V roce 1922 až 1923, John Charles Duncan a Max Wolf objevili proměnné hvězdy v mlhovinách. Edwin Hubble dokázal v roce 1926, že 35 z těchto hvězd jsou klasické cefeidy, což umožňuje odhadnout jejich vzdálenosti. Výsledky byly v souladu s koncepcí spirálních mlhovin jako nezávislých galaktických systémů plynu a prachu, spíše než pouze blízkých mlhovin v Mléčné dráze.

## Fyzikální vlastnosti
Průměr galaxie je přibližně 50 tisíc světelných let a je třetím největším členem Místní skupiny galaxií, kupy galaxií, která obsahuje také Mléčnou dráhu a galaxii v Andromedě. S galaxií v Andromedě může být gravitačně svázána. Obsahuje přibližně 40 miliard hvězd, ve srovnání se 400 miliardami hvězd Mléčné dráhy a s biliónem hvězd galaxie v Andromedě.
Disk galaxie má odhadovanou hmotnost (3-6)×109 hmotnosti Slunce, plyn v galaxii má hmotnost 3,2×109 hmotnosti Slunce. Součet hmotností veškeré baryonické hmoty v galaxii může být 1010 hmotnosti Slunce. Temná hmota do vzdálenosti 55 tisíc světelných let (17 kpc) od středu galaxie má hmotnost přibližně 5×1010 hmotnosti Slunce.

### Poloha

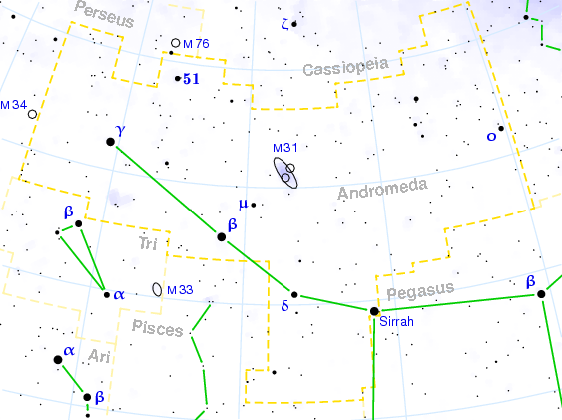
M33 a souhvězdí Andromedy

Odhady vzdálenosti galaxie v Trojúhelníku se pohybují v rozmezí 2,38 až 3,07 miliónu světelných let (730 až 940 kpc), většina měření po roce 2000 leží okolo tohoto rozmezí. Na měření vzdálenosti M 33 byly použity nejméně tři technické metody. Pomocí měření jasnosti proměnných hvězd typu cefeida byla roku 2004 vzdálenost odhadnuta na 2,77±0,13 miliónu světelných let (850±40 kpc). Ve stejném roce byla podle jasnosti červených obrů v galaxii, metodou Tip Red Giant Branch (TRGB), odhadnuta její vzdálenost na 2,59±0,08 miliónu světelných let (790±25 kpc). V roce 2006 skupina astronomů oznámila objev zákrytové proměnné hvězdy v galaxii v Trojúhelníku. Studiem zákrytů hvězdy byli schopní změřit jejich velikost, a se znalostí velikosti a teploty jsou astronomové schopní určit jejich absolutní hvězdnou velikost. Když je známá vizuální a absolutní velikost hvězd, je možno určit jejich vzdálenost. Hvězdy leží ve vzdálenosti 3,07±0,24 miliónů světelných let. (940 ± 74 kpc).
Galaxie v Trojúhelníku je zdrojem maserových emisí H2O. V roce 2005 byly pozorovány dva vodní masery na opačných stranách galaxie pomocí skupiny radioteleskopů VLBA, a vědci zjistili úhlovou rychlost rotace a rychlost vlastního pohybu galaxie v Trojúhelníku. Rychlost pohybu galaxie je 190±60 km/s vzhledem k naší Mléčné dráze a galaxie se pohybuje směrem k galaxii v Andromedě.
Trpasličí galaxie v souhvězdí Ryb, známá pod jménem LGS 3, je jeden z malých členů galaxií Místní skupiny galaxií, se nachází 2,022 miliónu světelných let (620 kpc) od Slunce. Na pozemské se nachází 20 stupňů od galaxie v Andromedě a 11 stupňů od galaxie v Trojúhelníku. LGS 3 se nachází ve vzdálenosti 0,913 Kly (280 kpc) od obou galaxií, a může být jak satelitní galaxie jak Andromedy, tak Trojúhelníku. LGS 3 má jádro o poloměru 483 světelných let (148 kp) a má 2,6×107 hmotnosti Slunce.

### Struktura

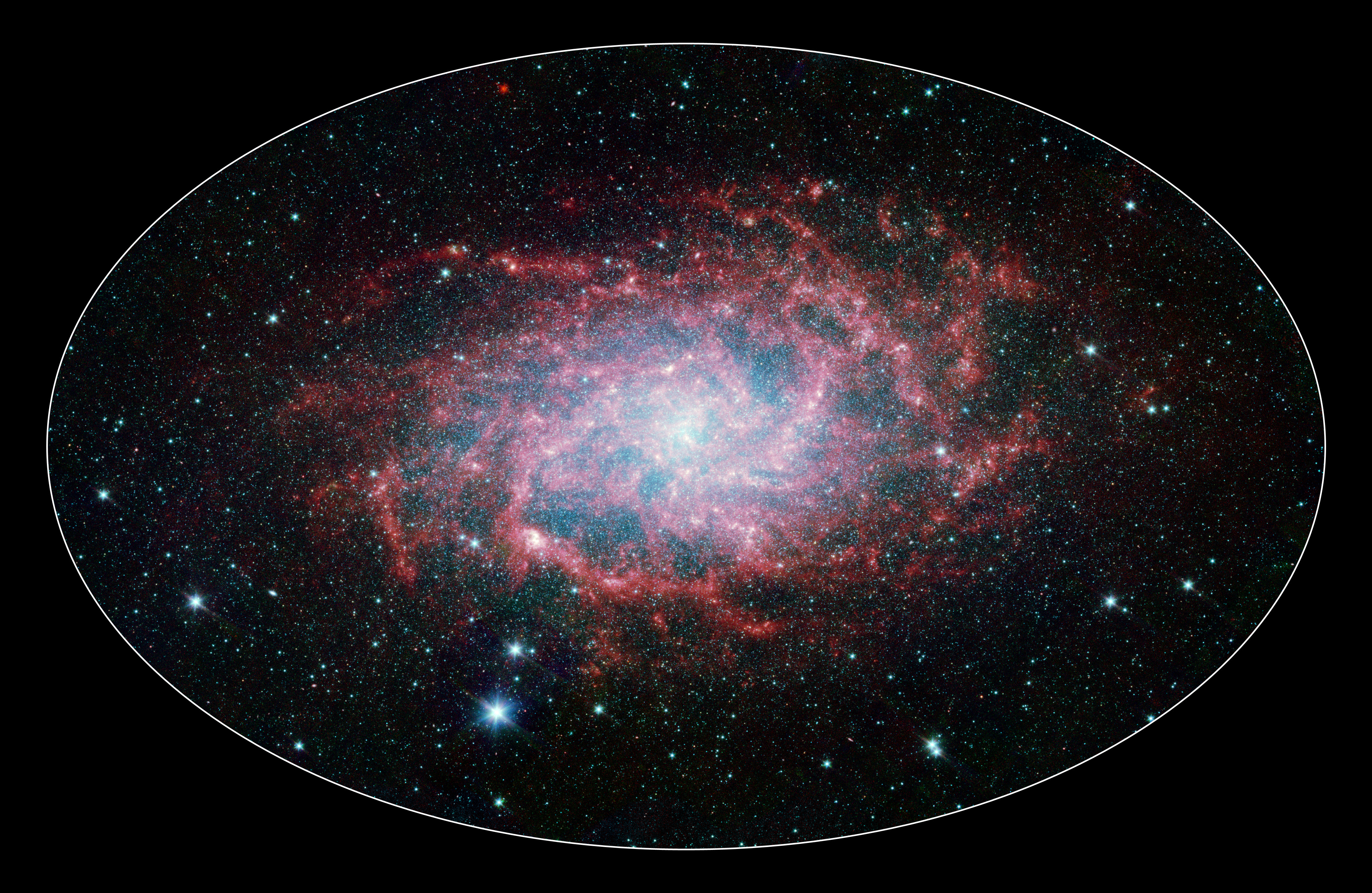
Obrázek galaxie M33 pořízený Spitzerovým vesmírným dalekohledem

V revidované morfologické klasifikaci galaxií francouzského astronoma Gérarda de Vaucouleurse Hubble Sandage (VRHS) je galaxie v Trojúhelníku klasifikována jako typ SA(s)cd. Předpona S naznačuje, že se jedná o spirální galaxii s výraznými rameny z plynu a prachu, které vycházejí z jádra galaxie. A značí, že galaxie nemá příčky, na rozdíl od galaxií typu SB. V klasifikaci amerického astronoma Allana Sandageho „(s)“ znamená, že spirální ramena vycházejí přímo z jádra galaxie nebo z centrální příčky, nikoliv z vnitřního prstence jako u (r)-typu galaxie. Přípona označuje otevřenost spirálních ramen galaxie. Ohodnocení „cd“ značí relativně otevřená ramena galaxie.
Rovina galaxie má sklon 54 stupňů z pohledu od Země, což umožňuje dobře zkoumat její strukturu, její ramena jsou velice dobře pozorovatelná, protože v pohledu na ně nebrání plyn a prach. Disk galaxie v Trojúhelníku je vyboulený jen do vzdálenosti asi 8 kpc. Může se okolo něj vyskytovat galaktické halo, okolo jádra galaxie se nevyskytuje žádná výduť. Jedná se o izolovanou galaxii a nejsou u ní pozorovány žádné známky nedávného sloučení nebo interakce s jinými galaxiemi, a postrádá trpasličí průvodce nebo slapové ocasy spojené s naší Galaxií.

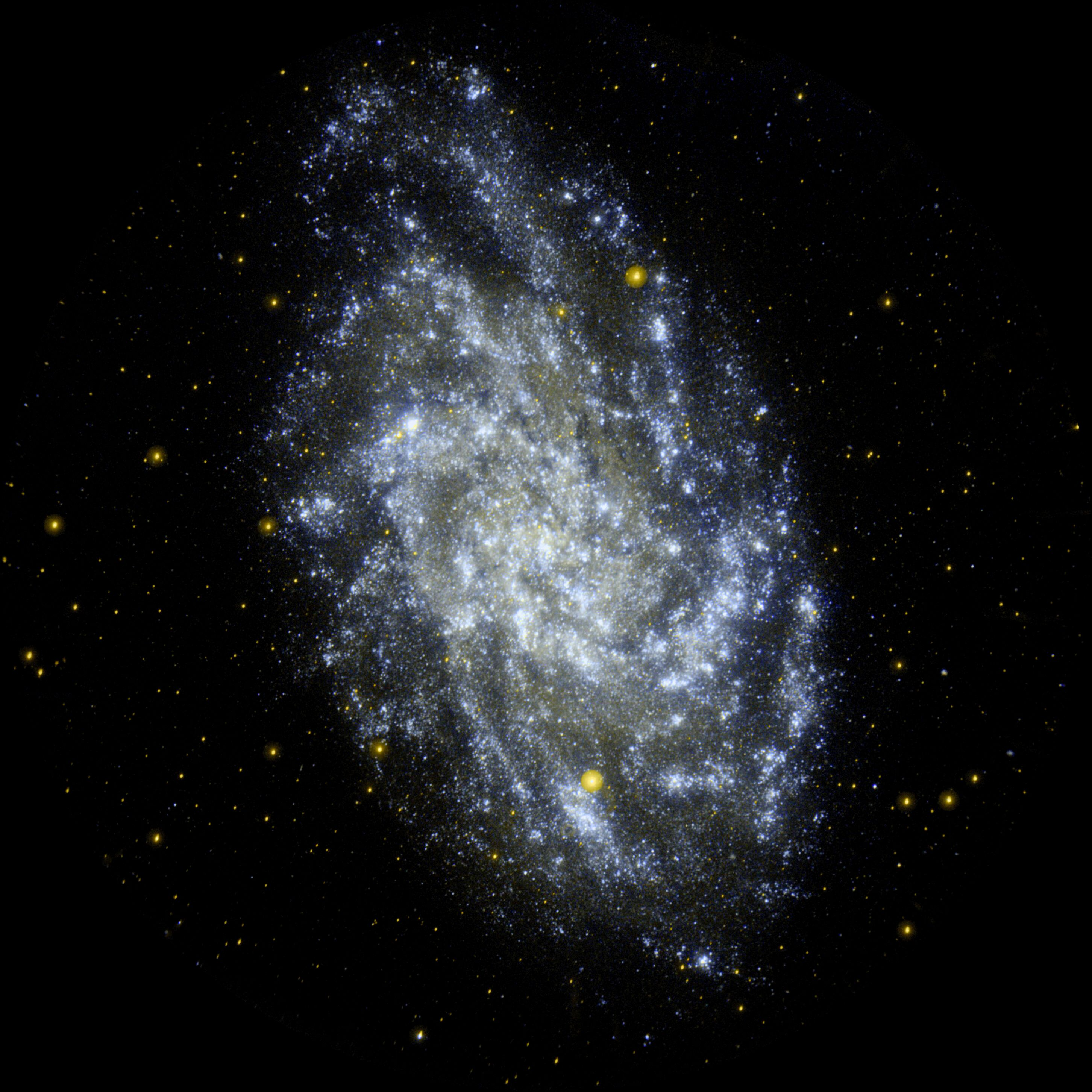
Snímek galaxie pořízený v ultrafialové oblasti záření observatoří GALEX

Galaxie je klasifikována jako bez příčky, ale analýza tvaru galaxie ukazuje, že může mít nevýraznou příčku u jádra galaxie. Průměr této struktury je přibližně 0,8 kpc.
Okolo jádra galaxie se vyskytují oblasti HII, a obsahuje mimořádně zářivý zdroj rentgenového záření se zdrojem emisí o 1,2×1039 erg s−1, nejjasnější zdroj rentgenového záření v Místní skupině galaxií. Zdroj je modulován o více než 20 procent v 106 denním cyklu. Nicméně se zdá, že jejím jádře není obří černá díra. Z pozorováných oběžných rychlostí hvězd z jádru galaxie vyplývá, že horní limit hmotnosti černé díry v jádře je pouhých 3000 hmotností Slunce.
Ve vnitřní části galaxie se nachází dvě jasná spirální ramena, spolu s mnohonásobnými výběžky, které spojují vnitřní k vnější spirální ramena. Hlavní ramena se značí IN (sever) a IS (jih).

### Vznik hvězd

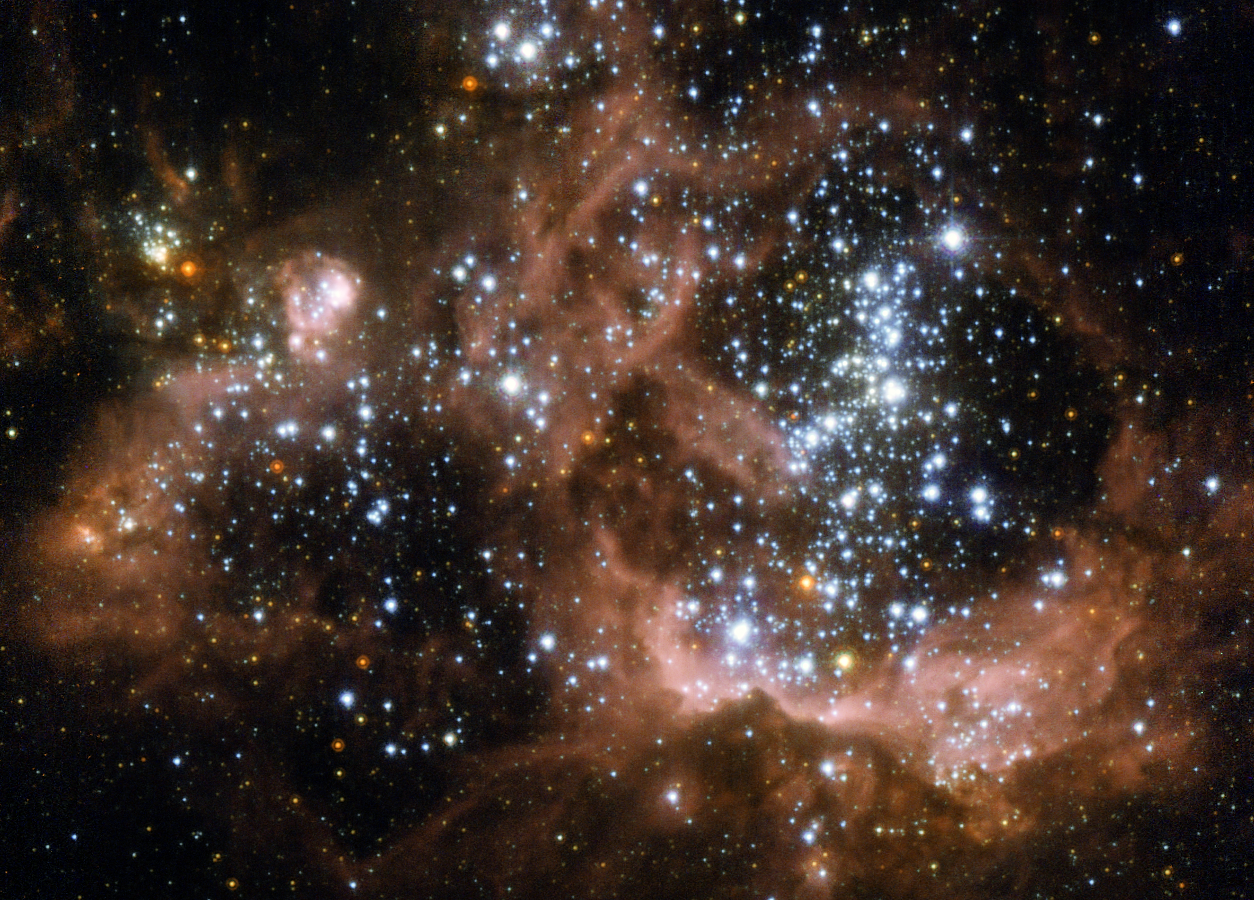
NGC 604, oblast vzniku hvězd v galaxii v Trojúhelníku

V centrální oblasti galaxie 4' od centra je atomový plyn účinně přeměňován na molekulární plyn, což způsobuje silné spektrální emise CO. Díky tomu se zde vyskytují obří molekulární mračna, která se kondenzují z okolního mezihvězdného prostředí. Podobný proces probíhá i mimo centrální 4', ale je méně efektivní. Asi 10 procent plynu v mezihvězdném prostředí v galaxii se vyskytuje v molekulární formě.
Vznik hvězd je závislý na místní hustotě, a je na jednotku plochy je vyšší v sousední galaxii v Andromedě. (rychlost vzniku je hvězd je asi 3,4 Gyr−1 pc−2 v galaxii v Trojúhelníku, v porovnání s 0,74 v galaxií Andromedě). Celkové vznikají ročně v galaxii v Trojúhelníku hvězdy o 0,45±0,1 hmotností Slunce za rok.
Není jisté, zda je v současné době rychlost vzniku hvězd konstantní či má klesající tendenci.
Na základě analýzy chemického složení se galaxie zdá být rozdělena do dvou složek s rozdílnou hvězdnou historií. Ve vnitřním disku o průměru 30 tisíc světelných let (9 kpc) mají hvězdy typické chemické složení, jejich metalicita se mění lineárně směrem od jádra. Mimo tuto oblast, asi do vzdálenosti 82 tisíc světelných let (25 kpc), je metalicita hvězd mnohem menší. Toto naznačuje jinou hvězdnou historii vnitřního a vnějšího disku a hala, a je zde možnost scénáře „uvnitř-vně“ formování galaxií. To se stane, když z plynu nahromaděného ve velkém prostoru vznikají hvězdy i později, když plyn v jádru galaxie je už vyčerpán. Výsledkem je snižování průměrného stáří hvězd s rostoucí vzdáleností od galaktického jádra.

### Jednotlivé objekty
Pomocí pozorování infračerveným Spitzerovým kosmickým dalekohledem bylo v galaxii v Trojúhelníku objeveno celkem 515 jednotlivých kandidátů na prachová mračna, která emitují záření o vlnové délce 24 μm. Zdroje záření byly katalogizovány v roce 2007. Nejjasnější zdroje leží v centrální oblasti galaxie a podél spirálních ramen.
Mnoho zdrojů emisí je spojeno s oblastmi HII, kde vznikají nové hvězdy. Čtyři nejjasnější oblasti HII oblasti jsou označeny NGC 588, NGC 592, NGC 595 a NGC 604. Tyto regiony jsou spojeny s molekulárními mračny o hmotnosti (1,2-4)×105 Slunce. V nejjasnější z těchto oblastí, NGC 604, proběhla tvorba hvězd asi před třemi milióny let. Tato mlhovina je druhou nejjasnější oblastí HII region v rámci Místní skupiny galaxií, je (4,5±1,5)×107 jasnější než Slunce. Dalšími jasnými oblastmi HII v galaxii v Trojúhelníku jsou IC 132, IC 133 a IK 53.
Severní hlavní spirální rameno se skládá ze čtyř velkých oblastí HII, zatímco jižní rameno má větší koncentrace mladých, horkých hvězd. Odhadovaná četnost explozí supernov v Galaxie v Trojúhelníku je 0,06 u typu Ia a 0,62 u typu Ib/typu II za století. To odpovídá výbuchu supernovy v průměru každých 147 let. Od roku 2008 bylo v galaxii v Trojúhelníku zjištěno 100 pozůstatků po výbuších supernov, většina z nich se nachází v jižní polovině spirální galaxie. Podobná asymetrie existuje pro oblasti HI a H II, a dále pro koncentrace vysoce svítivých masivních hvězd typu O. Střed asymetrie je dvě obloukové minuty na jihozápad od středu galaxie. Protože se jedná o galaxii místní skupiny, Central Bureau for Astronomical Telegrams (CBAT, Centrála pro astronomické telegramy) vydává zprávy o novách v M 33, M 31 a M 81.
V galaxii bylo objeveno přibližně 54 kulových hvězdokup, jejich skutečný počet může být vyšší než 122 nebo více. Kulové hvězdokupy mohou být o několik miliard let mladší než kulové hvězdokupy v naší Mléčné dráze, a zdá se, že hvězdokupy vznikaly i v průběhu posledních 100 miliónů let. Tento nárůst souvisí s přílivem plynu do středu galaxie. Ultrafialové emise hmotných hvězd v této galaxii odpovídají úrovni záření podobných hvězd ve Velkém Magellanově oblaku.
V roce 2007 byla s použitím dat z rentgenové observatoře Chandra v galaxii objevena černá díra 15,7krát hmotnější než Slunce. Černá díra, pojmenovaná M33 X-7, obíhá hvězdu s periodou 3,5 dne. Je největší známou hvězdnou černou dírou.